# Spilochaetosoma californicum
Spilochaetosoma californicum är en tvåvingeart som beskrevs av Smith 1917. Spilochaetosoma californicum ingår i släktet Spilochaetosoma och familjen parasitflugor. Inga underarter finns listade i Catalogue of Life.